# Arachis cruziana
Arachis cruziana är en ärtväxtart som beskrevs av Antonio Krapovickas och Al. Arachis cruziana ingår i släktet jordnötter, och familjen ärtväxter. IUCN kategoriserar arten globalt som sårbar. Inga underarter finns listade i Catalogue of Life.